# Asota heliconia
Asota heliconia là một loài bướm đêm thuộc họ Erebidae. Nó được tìm thấy ở the Indo-Australian tropics phía đông đến Queensland và the Solomons.
Sải cánh dài 52 mm.
Ấu trùng ăn các loài Averrhoa.

## Phụ loài
- Asota heliconia atrata (quần đảo Solomon)
- Asota heliconia bandana (Kayao island, Banda Elat)
- Asota heliconia clavata (China, India, Myanmar, Thailand, miền bắc Vietnam)
- Asota heliconia dama (Australia, New Zealand)
- Asota heliconia dicta (China, Indonesia, Malaysia, Philippines)
- Asota heliconia doryca (Indonesia, Papua New Guinea)
- Asota heliconia enganensis (Enggano)
- Asota heliconia ghara (quần đảo Kai)
- Asota heliconia heliconia (China, India, Indonesia, Malaysia, Papua New Guinea, Taiwan)
- Asota heliconia intacta (Indonesia)
- Asota heliconia kalaonica (Sulawesi)
- Asota heliconia kiriwinae (đảo Trobiand)
- Asota heliconia lanceolata (Sulawesi)
- Asota heliconia latiradia (đảo Babar)
- Asota heliconia leuconeura (Indonesia, Papua New Guinea)
- Asota heliconia malisa (Indonesia)
- Asota heliconia natunensis (Indonesia)
- Asota heliconia nicobarica (quần đảo Nicobar)
- Asota heliconia perimele (Indonesia)
- Asota heliconia philippina (Philippines)
- Asota heliconia sangirensis (Indonesia)
- Asota heliconia semifusca (Papua New Guinea, quần đảo Solomon)
- Asota heliconia timorana (East Timor, Indonesia)
- Asota heliconia toekangbesiensis (đảo Tomea)
- Asota heliconia unicolor (Indonesia)
- Asota heliconia venalba (quần đảo quần đảo quần đảo Andaman)
- Asota heliconia zebrina (Taiwan)

## Hình ảnh

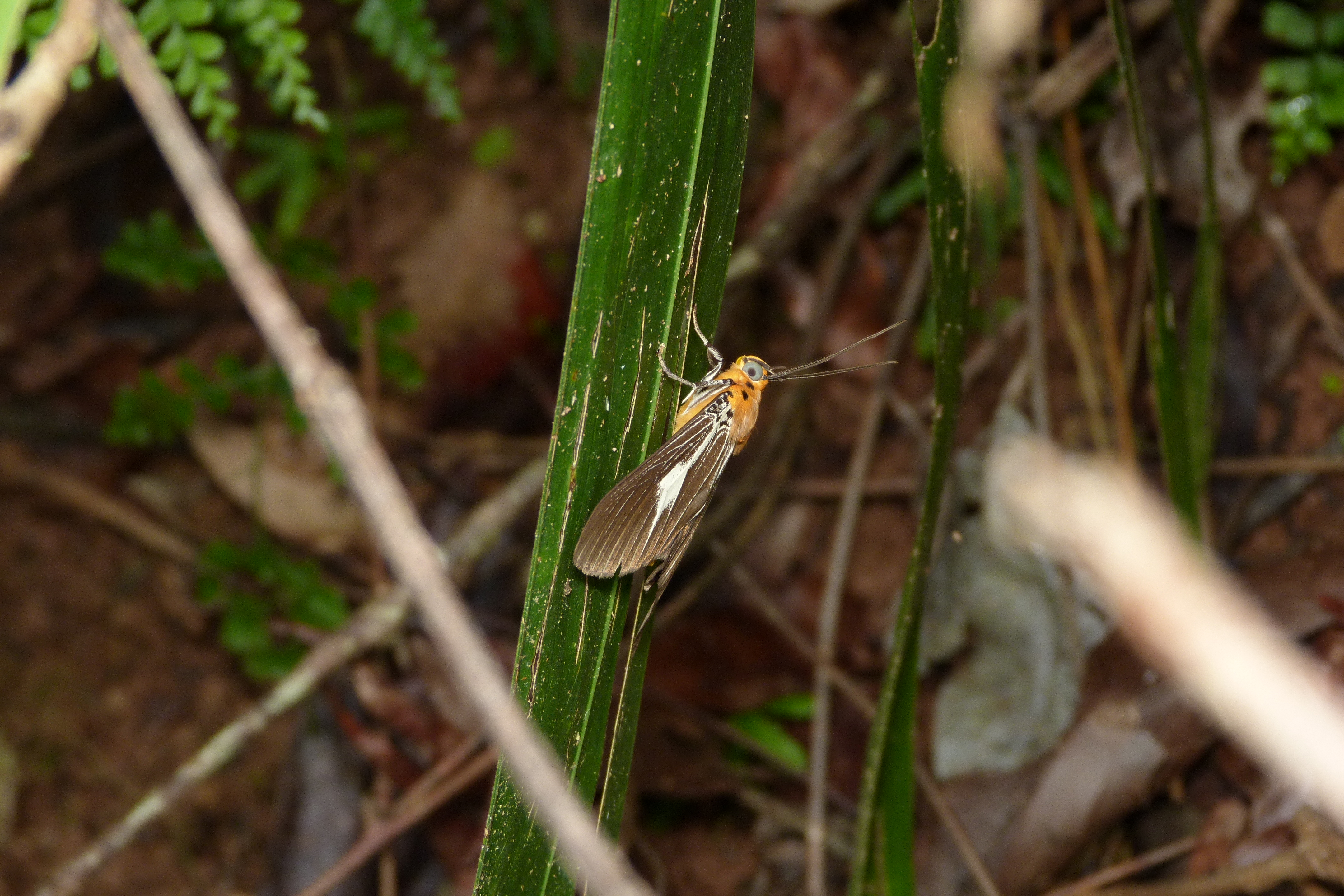
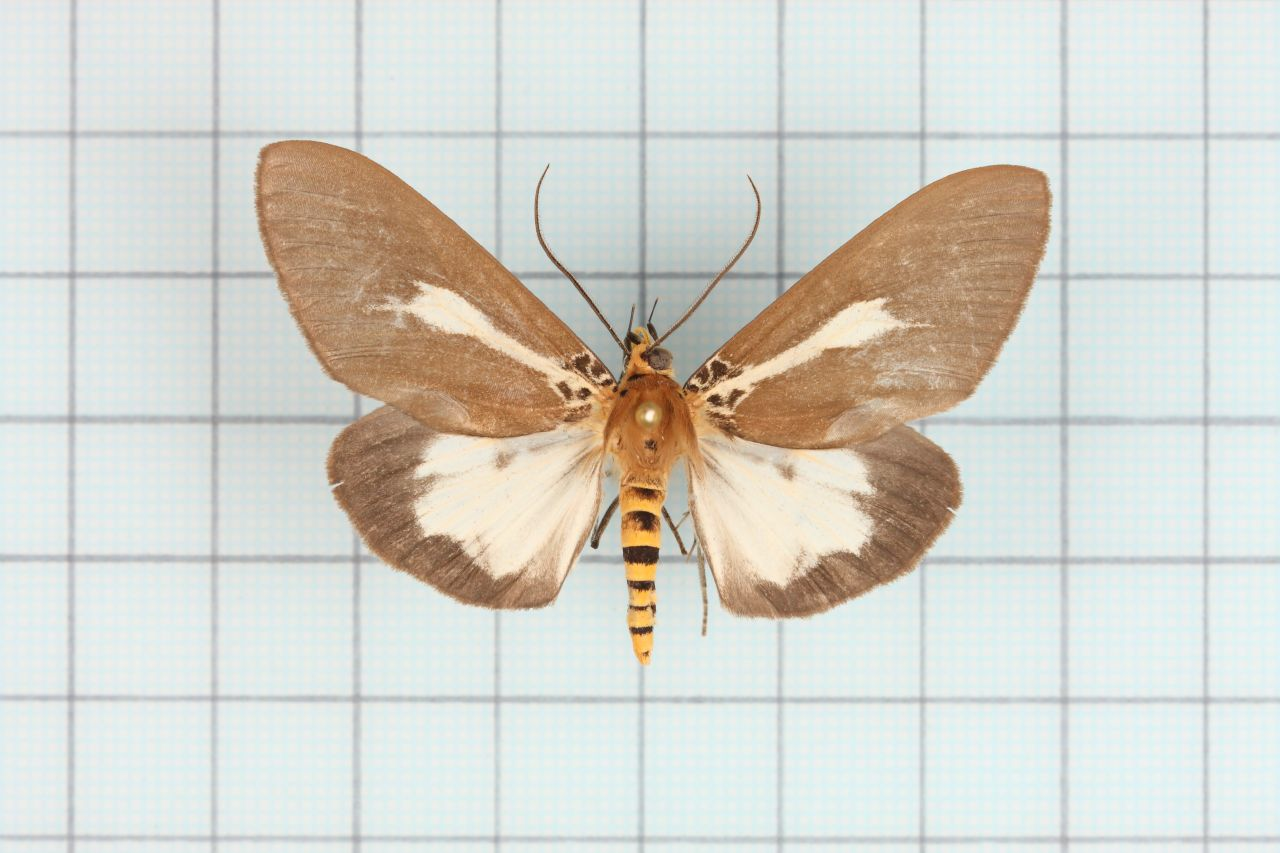
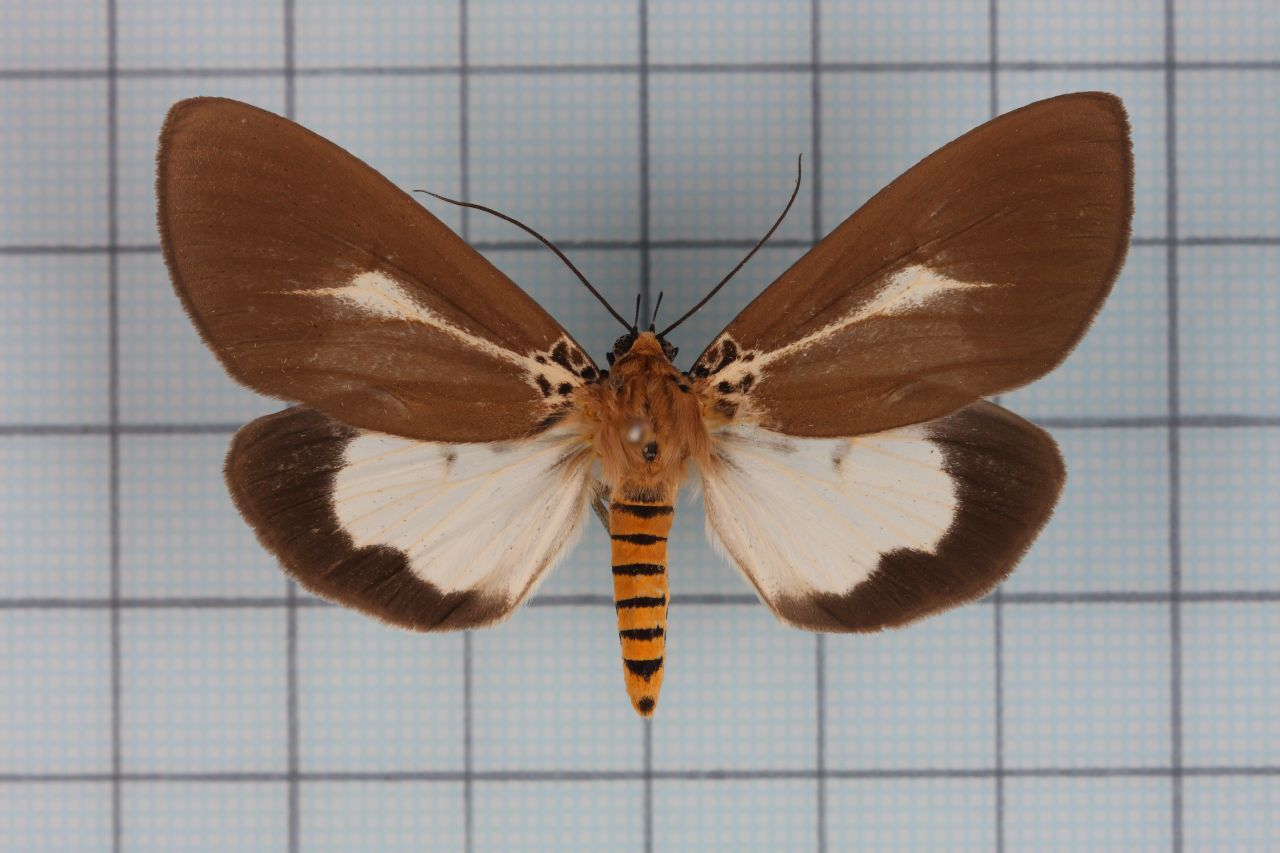
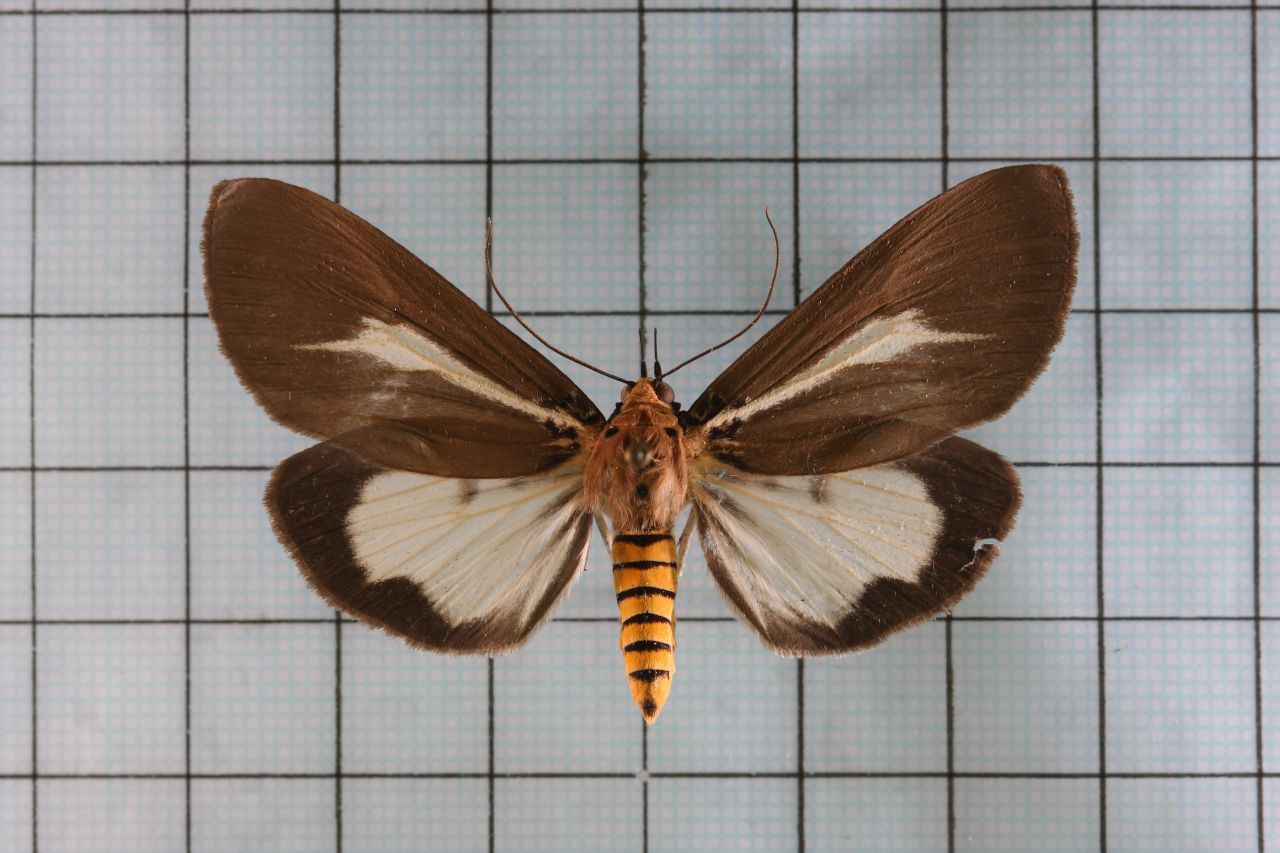